# Marquês de Pomares
Marquês de Pomares é um título nobiliárquico criado por D. Luís I de Portugal por Decreto de 26 de Maio de 1886 em favor de D. Luís Maria de Carvalho Daun e Lorena.

## História
Filho segundo de Nuno José Gaspar de Carvalho e Melo Daun e Lorena, 3.º Conde da Redinha, o 1.º Marquês de Pomares foi Vereador e, mais tarde, Presidente da Câmara Municipal de Lisboa, Deputado da Nação, Governador Civil de Lisboa, Par do Reino e Juiz do Supremo Tribunal Administrativo. Casou com sua sobrinha Maria Manuela de Brito e Castro de Figueiredo e Melo da Costa Lorena (1845–1926). 
Viúva desde nova, a Marquesa de Pomares administrou a chamada Quinta da Marquesa, em Pomares, que herdou de seus pais, principal empregadora de Pomares, tendo contudo mantido como residência principal a Quinta da Portela, em Coimbra. Poetisa,  escritora e benemérita, consagrada como a mãe dos pobres, a Marquesa de Pomares deixou várias obras escritas, entre as quais Os pobres e os ricos, creanças e adolescentes (1906), Promessa e Sob a Cruz.

## Marqueses de Pomares (1886)

### Titulares
1. Luís Maria de Carvalho Daun e Lorena (1828–1894), 1.º Marquês de Pomares, sem geração
2. Maria Adelaide de Brito Peixoto Sanguinetti de Bourbon (1913–1990), 2.ª Marquesa de Pomares, 6.ª Condessa da Redinha
3. Carlos Nuno de Bourbon de Lancastre Bobone (1941–2011), 3.º Marquês de Pomares
4. Diogo Andrade Ambar Bourbon Bobone (1975), 4.º Marquês de Pomares

### Armas
As dos Marqueses de Pombal.
Carvalho (plenas): de azul, com uma estrela de ouro de oito raios, encerrada numa caderna de crescentes de prata.